# 咲村観
咲村 観（さきむら かん、1930年1月1日 - 1988年4月24日）は、日本の小説家。

## 人物・来歴
香川県高松市出身。 旧制高松中学、海軍兵学校、旧制高松中学、旧制六高を経て、東京大学法学部を卒業後、住友倉庫に入社し、1976年に退社。1977年に企業小説「左遷」を発表し、中間管理職の哀歓を描いて話題となる。サラリーマン小説を多く書き、のち歴史小説も書いた。1988年に58歳で他界。

## 著書
- 『性と愛の青春』関西書院, 1976
- 『左遷』筑摩書房, 1977.10　のち徳間文庫
- 『商戦』筑摩書房, 1978.11 のち講談社文庫
- 『商社一族』講談社, 1979.10 「商社一族 小説穀物戦争」(講談社文庫)
- 『経営者失格』講談社, 1979.8 のち文庫
- 『ガラスの椅子 小説中間管理職』 (グリーンアロー・ブックス) グリーンアロー出版社, 1980.11　のち角川文庫
- 『メインバンク』企業小説長編 講談社, 1980.12 のち文庫
- 『常務会紛糾す』講談社, 1980.8 のち文庫
- 『再建』企業小説長編 講談社, 1981.2
- 『豪商三代』講談社, 1981.5（住友財閥を描く）
- 『断絶』講談社, 1982.5
- 『ライバル』 (カドカワノベルズ) 角川書店, 1982.6 のち文庫
- 『三十にして立てず サラリーマン・インフェルノ』(Futaba novels) 双葉社, 1982.8 「人事課長の憂鬱」 (徳間文庫)
- 『秦の始皇帝』講談社, 1983.11 のち文庫、「始皇帝 史上はじめて中国を統一した男」 (PHP文庫)2007
- 『上杉謙信』読売新聞社, 1983.3　のち講談社文庫
- 『金融帝国の崩壊』 (カドカワノベルズ) 1983.3
- 『社業に死す』企業小説 (講談社ノベルス) 1983.4
- 『住友の元勲』講談社, 1984.12
- 『三等管理職 総務課長奮闘日誌』徳間書店, 1984.12 のち文庫
- 『小説小林一三』読売新聞社, 1984.3　のち講談社文庫
- 『仕事とストレスに負けない本 ビジネスマン・心の健康法』PHP研究所, 1985.6
- 『執権北条時宗』読売新聞社, 1985.6
- 『源頼朝』読売新聞社, 1986.12　のち講談社文庫
- 『真説雨月物語』読売新聞社, 1987.12
- 『千軍万馬』講談社, 1987.5 『燃えよ!経営魂』(講談社文庫)
- 『重役の日誌』徳間書店, 1988.1 「重役奮闘日誌」 (徳間文庫)
- 『青雲流水 激動期を生きたある経営者の半生』日本実業出版社, 1988.6